# Aeroportul Regional Northwest
Aeroportul Regional Northwest (IATA: YXT, ICAO: CYXT) este un aeroport din Columbia Britanică, Canada ce deservește zona Terrace⁠(d). Aeroportul a fost tranzitat în 2021 de 218.548 de pasageri. A fost deschis în 1943.
Situat la o altitudine de 217 m, aeroportul dispune de o singură pistă.